# バーベキューサンドイッチ

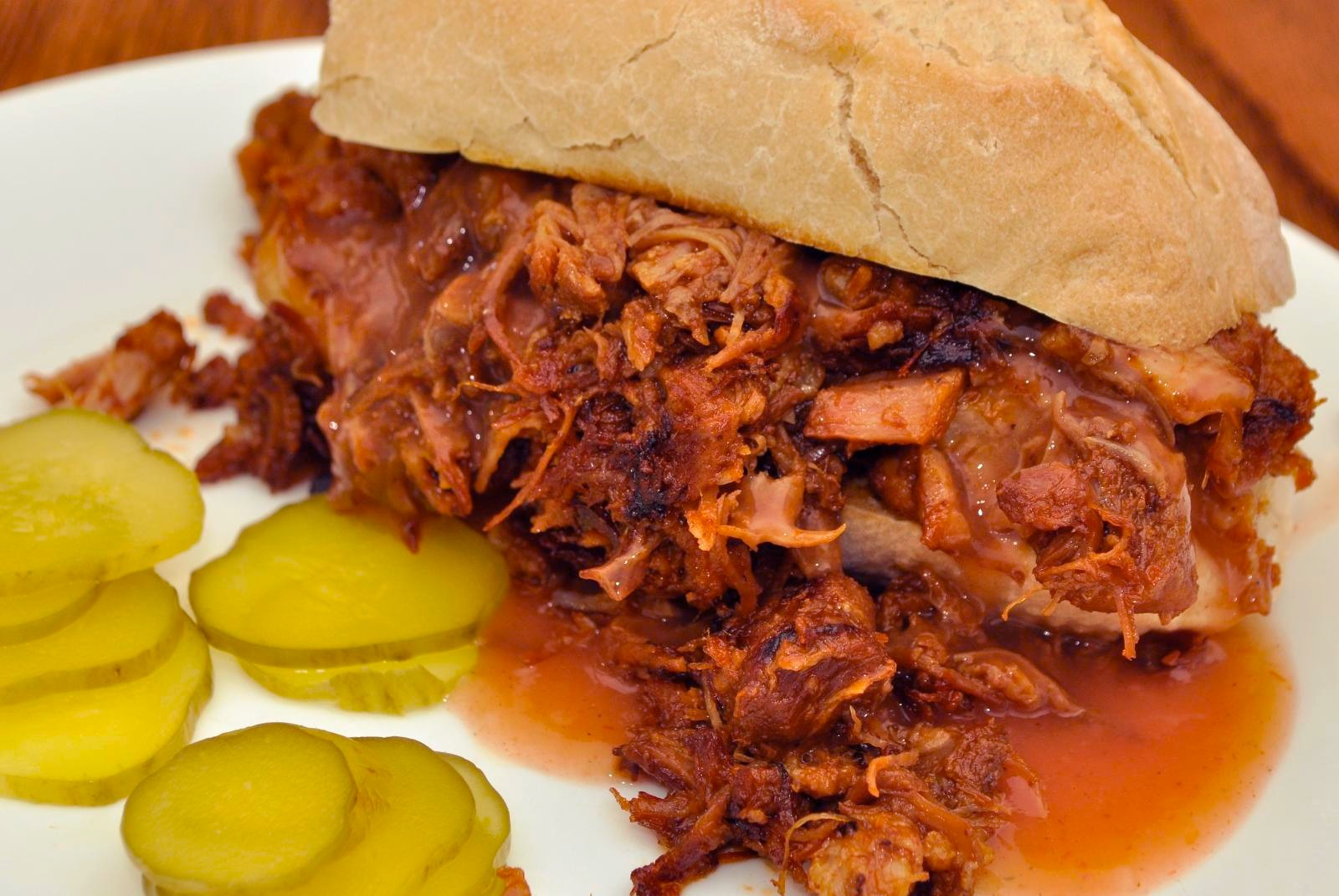
ピクルス添えバーベキューサンドイッチ

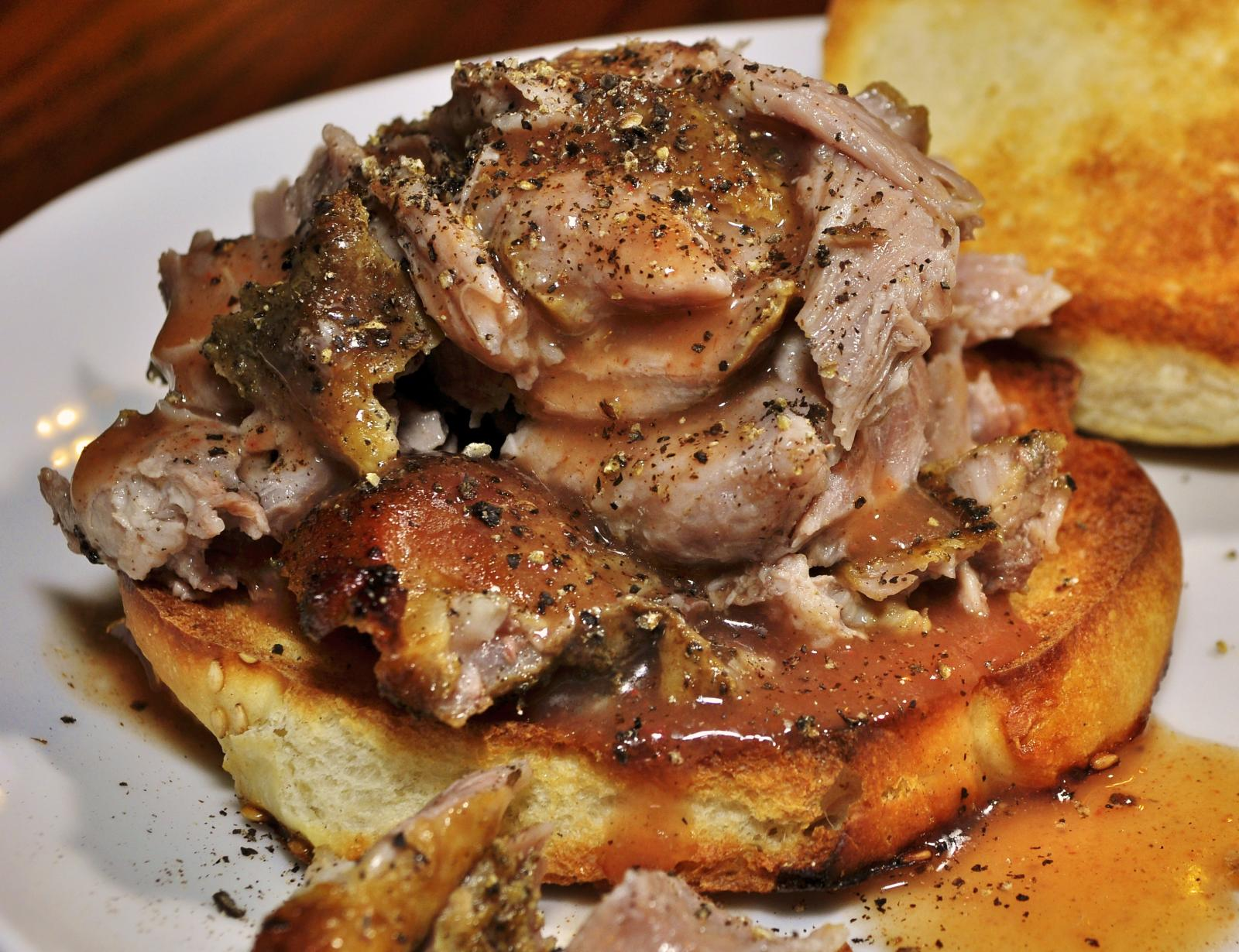
プルドポークバーベキューサンドイッチ

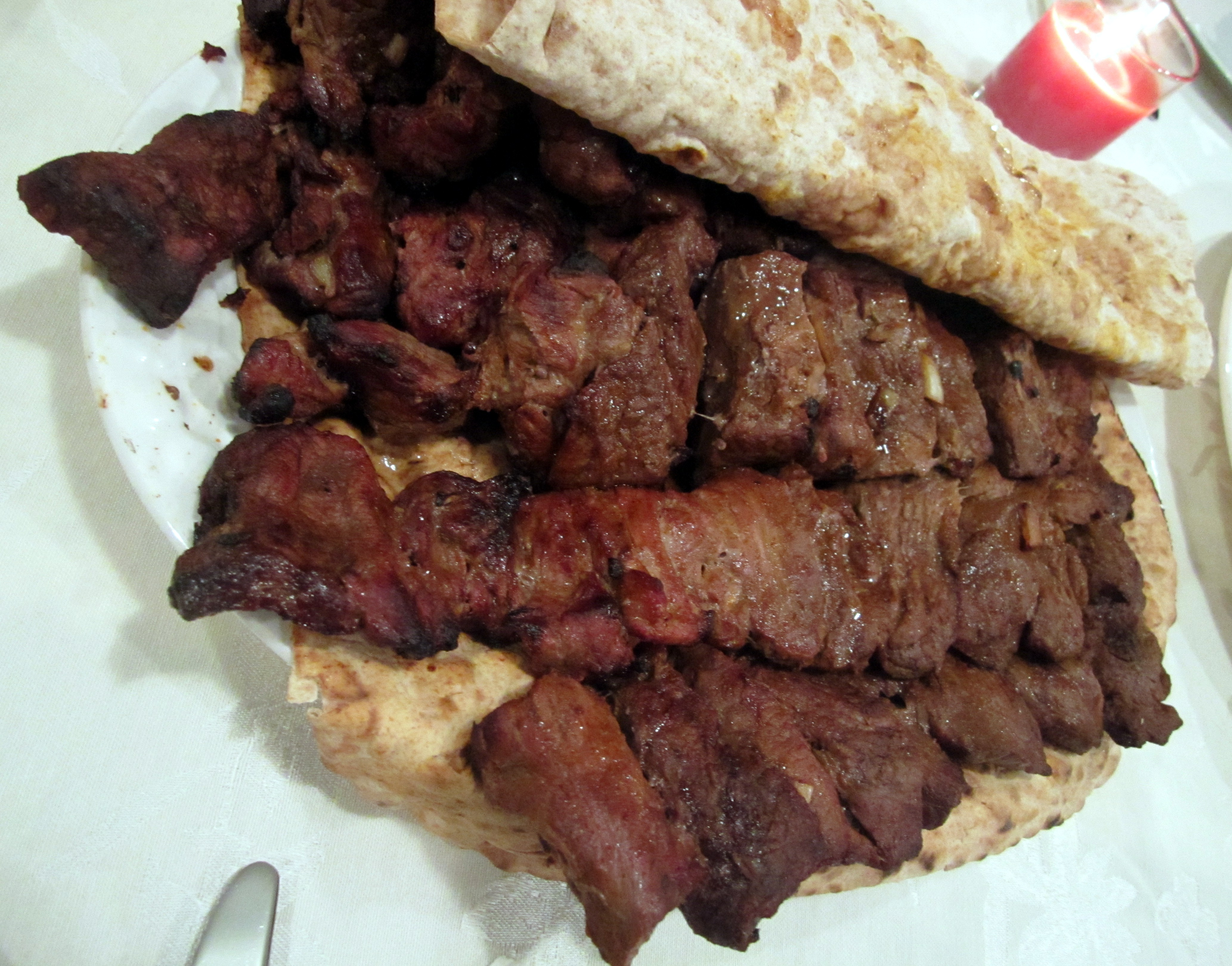
フラットブレッドでサンドされたバーベキュー肉

バーベキューサンドイッチ（英語: Barbecue sandwich）は、バーベキュー肉で作られるサンドイッチ。バーベキューサンドイッチでは数種類の肉が使われている。 一部は、実際にバーベキューで調理されたものではないが、バーベキューソースで調理した肉を使用している。 アメリカの地域ごとに、多くのバリエーションが存在し、さまざまな調理法、食材がある。

## 種類
バーベキューサンドイッチの肉や肉の調理方法は数多く存在し、スライス、チョップ、プルなどの調理方法がある。肉は、 豚肉、 プルドポーク、豚かた 牛肉 ブリスケット 、鶏肉、ソーセージ、 ポークリブ 、 ターキーなどが使われ、 燻製肉を使用する場合もある。バーベキューサンドイッチは、肉の調理時もしくは、サンドイッチ内のソースとして、バーベキューソースが使われる。 一部の肉はスパイス入りの調味料で味付けされている。 バーベキューで調理されたものではなく、バーベキューソースで既に味付けされた肉を使用する場合もある。コールスローは、サンドイッチ自体に挟む場合も、または付け合わせとして、共に出されることがあり、 タマネギやニンニクなどの野菜ソテーも同様に使われることがある。包装され、すぐに食べられるものも製造されている。使用されるパンには、白パン、ハンバーガーバンズ、全粒粉パン、ライ麦パンなどがある。 それらは肉の乾燥を防ぎ、温度を保つ働きを持つ。